# Amanda Foreman
Amanda Foreman (Los Angeles, 15 de julho de 1966) é uma atriz estadunidense, mais conhecida por seus trabalhos em séries de televisão, principalmente Felicity como Meghan Rotundi, Alias como Carrie Bowman e What about Brian como Ivy Wilbourn. Coincidentemente, todas estas séries foram produzidas por J. J. Abrams.

## Início da vida
Foreman nasceu em Los Angeles, Califórnia, filha de Linda Lawson, uma atriz e John Foreman, um produtor. Ela é a irmã mais nova de Julie Foreman, também uma atriz.

## Filmografia

### Filmes
- 1992 - Murder Without Motive: The Edmund Perry Story.... Heather[4]
- 1992 - Live Ware.... Molly
- 1992 - Forever Young.... Debbie
- 1993 - Future Shock.... Paula
- 1993 - The Opposite Sex and How to Live with Them.... Garçonete[4]
- 1993 - Sliver.... Samantha Moore
- 1997 - Delivery como Marilyn
- 1997 - Breast Men.... Lola[4]
- 1999 - Road Kill.... Shala
- 1999 - Storm.... Ms. Garrett[4]
- 2000 - Rocket's Red Glare.... Jennifer
- 2001 - On the Line.... Julie
- 2002 - Purgatory Flats.... Natalie Reed
- 2004 - Extreme Dating.... Tracy
- 2005 - Happy Endings.... Lane[4]
- 2006 - Inland Empire.... Tracy[5]
- 2006 - Jam.... Stephanie
- 2006 - Revolution Summer.... Polly
- 2009 - Star Trek.... Hannity[4]

### Televisão
- 1989 - The Preppie Murder.... Larissa[4]
- 1998 - Felicity.... Meghan Rotundi[4]
- 1998 - To Have & Hold.... Shanee Ramsey
- 1999 - Nash Bridges.... Gina Banks
- 2003 - Six Feet Under.... Rebecca
- 2003 - Miss Match.... Marla
- 2003–2006 - Alias.... Carrie Bowman
- 2005 - Inconceivable.... Nina[4]
- 2006–2007 - What about Brian.... Ivy Wilbourn[4]
- 2008 - ER.... Missy Voltaire[4]
- 2009 - In Plain Sight.... Grace Rogan
- 2009 - Private Practice.... Katie Kent[6][7]
- 2010 - Grey's Anatomy.... Nora[4]
- 2014 - Awkward...... Senhora Mckibben[4]